# Dixième accord de paix en Centrafrique
 (février 2019).
Si vous disposez d'ouvrages ou d'articles de référence ou si vous connaissez des sites web de qualité traitant du thème abordé ici, merci de compléter l'article en donnant les références utiles à sa vérifiabilité et en les liant à la section « Notes et références ».
Le Dixième accord de paix en Centrafrique est un accord de paix non-reconnu signé le 15 décembre 2016 à Benguela entre l'Angola (médiateur de la crise) et une délégation des combattants ex-Sélékas. Cet accord est en réalité le rapport de la réunion qui s'est tenue entre ces deux parties. L'Angola a également reçu dix jours plus tard des représentants anti-Balakas.